# Mark Felt
William Mark Felt, Sr., född 17 augusti 1913 i Twin Falls, Idaho, död 18 december 2008 i Santa Rosa, Kalifornien, var en amerikansk agent och tjänsteman inom FBI. I en intervju i tidningen Vanity Fair den 31 maj 2005 berättade Felt att han var Watergate-källan ”Deep Throat”, vilket också samma dag bekräftades av Bob Woodward.